# Dave Stewart (rugby à XV)
Pour les articles homonymes, voir Dave Stewart et Stewart.
Pas d'image ? Cliquez ici

a Compétitions nationales et continentales officielles uniquement.

b Matchs officiels uniquement.
Dernière mise à jour le 17 mars 2015.
David Alfred Stewart, plus connu comme Dave Stewart, né le 14 juillet 1935 au Cap en Afrique du Sud et mort le 22 novembre 2022 , est un joueur de rugby à XV qui a joué avec l'équipe d'Afrique du Sud évoluant au poste de centre et de demi d'ouverture.

## Biographie
Dave Stewart évolue avec la Western Province et les South Western Districts, provinces qui disputent la Currie Cup. Dave Stewart dispute à l'âge de 25 ans son premier test match le 30 avril 1960 contre l'Écosse lors de la tournée de l'équipe d'Afrique du Sud de rugby à XV en 1960-1961 qui voit le succès de l'équipe d'Afrique du Sud qui réalise un Grand Chelem (quatre victoires en quatre matchs) lors de sa tournée en Grande-Bretagne et en Irlande. 
Dave Stewart joue son dernier test match contre l'Irlande le 10 avril 1965. De 1960 à 1965, il dispute 11 matchs des Springboks, affrontant trois fois l'Australie, et huit fois les nations européennes qui disputent le Tournoi des Cinq Nations. 

## Statistiques en équipe nationale
- 11 test matchs avec l'équipe d'Afrique du Sud
- 9 points (1 essai, 2 pénalités)
- Sélections par année : 1 en 1960, 4 en 1961, 3 en 1963, 2 en 1964, 1 en 1965